# Quiterianópolis
Quiterianópolis är en kommun i Brasilien.   Den ligger i delstaten Ceará, i den östra delen av landet, 1 400 km nordost om huvudstaden Brasília. Antalet invånare är 19 918.
Omgivningarna runt Quiterianópolis är huvudsakligen savann. Runt Quiterianópolis är det glesbefolkat, med 10 invånare per kvadratkilometer.